# Torneo di Wimbledon 1952
Il Torneo di Wimbledon 1952 è stata la 66ª edizione del Torneo di Wimbledon e terza prova stagionale dello Slam per il 1952.
Si è giocato sui campi in erba dell'All England Lawn Tennis and Croquet Club di Wimbledon a Londra, in Gran Bretagna.

## Campioni

### Senior

#### Singolare maschile
Frank Sedgman ha battuto in finale  Jaroslav Drobný con il punteggio di 4–6, 6–2, 6–3, 6–2.

#### Singolare femminile
Maureen Connolly Brinker ha battuto in finale  Louise Brough Clapp con il punteggio di 6–4, 6–3.

#### Doppio maschile
Ken McGregor /  Frank Sedgman hanno battuto in finale  Vic Seixas /  Eric Sturgess con il punteggio di 6–3, 7–5, 6–4.

#### Doppio femminile
Shirley Fry /   Doris Hart hanno battuto in finale  Louise Brough /   Maureen Connolly con il punteggio di 8–6, 6–3.

#### Doppio misto
Doris Hart /  Frank Sedgman hanno battuto in finale  Thelma Coyne Long /  Enrique Morea con il punteggio di 4–6, 6–3, 6–4.

### Junior

#### Singolare ragazzi
Bobby Wilson ha sconfitto in finale  Trevor Fancutt con il punteggio di 6–3, 6–3.

#### Singolare ragazze
Fenny ten Bosch ha sconfitto in finale  Rita Davar con il punteggio di 5–7, 6–1, 7–5.